# Piano di Clapeyron
Il piano di Clapeyron o piano p-V è un piano cartesiano ad assi ortogonali nei quali compare in ascissa il valore del volume e in ordinata quello della pressione.
Il suo uso è molto frequente in vari ambiti e in molteplici campi della fisica: dalla meccanica, per la rappresentazione del diagramma meccanico, alla termodinamica, per la rappresentazione del diagramma di Andrews. Viene anche utilizzato nell'ambito della fisiologia cardiovascolare, dove è detto diagramma pressione-volume, nel quale trova impiego per la diagnosi del ciclo cardiaco poiché da un punto di vista fisico il cuore svolge le funzioni di una valvola idraulica.

## Diagramma meccanico

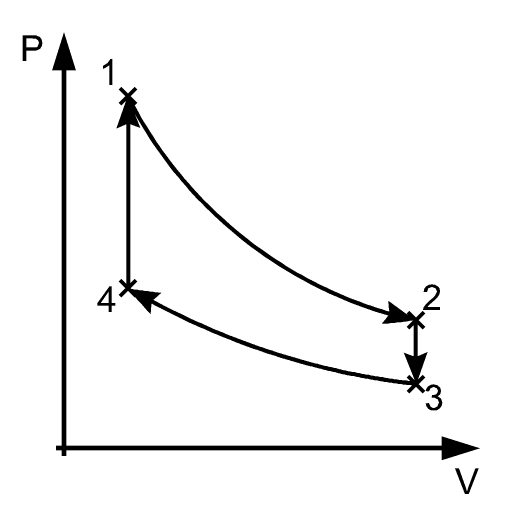
Esempio di un diagramma P-V per un ciclo termodinamico (in questo caso il ciclo Stirling).

Il diagramma meccanico è la rappresentazione sul piano di Clapeyron di cicli termodinamici. Viene utilizzato in particolare quando si voglia calcolare il lavoro svolto da un ciclo termodinamico in maniera agevole.

### Proprietà
- Nel diagramma meccanico è facile identificare le curve isoterme se la sostanza in questione è un gas ideale, in quanto sono rappresentate da iperboli equilatere; allontanandosi dall'origine degli assi il valore della temperatura aumenta.
- Nel piano di Clapeyron, ogni trasformazione viene indicata con una particolare curva orientata:
  - L'isocora è rappresentata da un segmento verticale
  - L'isobara è rappresentata da un segmento orizzontale
  - L'isoterma è rappresentata da un ramo di iperbole equilatera riferita ai propri asintoti
  - L'adiabatica è rappresentata da una curva del tipo {\textstyle p\propto V^{-\gamma }}, dove {\textstyle \gamma >1} è il coefficiente di dilatazione adiabatica
- Detto {\displaystyle \varphi } il cammino compiuto dalla trasformazione sul piano di Clapeyron, si può facilmente calcolare il lavoro compiuto dalla trasformazione stessa. Infatti

{\displaystyle L=\int _{\varphi }F\mathrm {d} s=\int _{\varphi }PA\mathrm {d} s=\int _{\varphi }P\mathrm {d} V}
tenendo conto che {\displaystyle P={\frac {F}{A}}} e che il volume è dato dal prodotto di superficie e spostamento e intendendo il lavoro come integrale curvilineo della forza rispetto allo spostamento.
Ciò significa che l'area sottesa (o racchiusa, nel caso di trasformazione ciclica) dalla curva che descrive le trasformazioni termodinamiche è uguale al lavoro compiuto dal sistema il cui valore viene determinato attraverso i metodi del calcolo integrale.

## Diagramma di Andrews

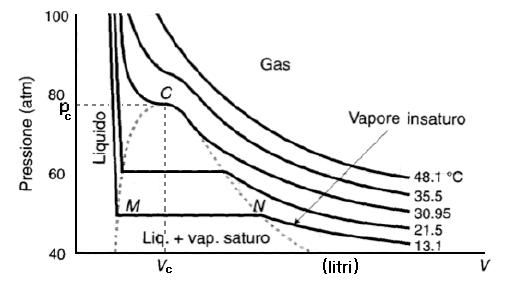
Rappresentazione nel piano p-V di un gas reale

Il diagramma di Andrews è la rappresentazione nel piano p-V del comportamento di un sistema gas-liquido (della stessa sostanza).